# Staurogyne sichuanica
Staurogyne sichuanica är en akantusväxtart som beskrevs av Hsien Shui Lo. Staurogyne sichuanica ingår i släktet Staurogyne och familjen akantusväxter. Inga underarter finns listade i Catalogue of Life.